# Verordnung über Reisepässe von Juden
Aufgrund der Verordnung über Reisepässe von Juden vom 5. Oktober 1938 (RGBl. I, S. 1342 / GBlÖ S. 2268) wurden deren Pässe für ungültig erklärt und eingezogen oder mit einem Judenstempel versehen. Deutschen Juden war damit ein unbemerkter Grenzübertritt im visafreien Grenzverkehr unmöglich geworden.

## Einschränkungen bei der Passvergabe
Im Mai 1937 wurde der Reichsminister des Inneren ermächtigt, das Pass- und Meldewesen neu zu regeln.
Im Einvernehmen mit dem Reichsinnenministerium untersagte Reinhard Heydrich am 16. November 1937 durch Runderlass den Landesbehörden vorsorglich, weiterhin Reisepässe für Juden auszufertigen. Bei Auslandsreisen staatsangehöriger Juden seien immer erhebliche Belange des Deutschen Reiches gefährdet. Ab Februar 1938 hatte jeder Pass-Antragsteller in einer gesonderten Karteikarte zu erklären, ob er gemäß § 5 der Ersten Verordnung zum Reichsbürgergesetz als Jude einzustufen sei.
In einem an das Joint Distribution Committee gerichteten Bericht vom 25. August 1938 heißt es, in den letzten Monaten hätten selbst jüdische Kaufleute, die Waren exportieren und dadurch Devisen erwirtschaften wollten, vergeblich auf einen Reisepass warten müssen. Pässe würden fast nur noch ausgestellt, wenn der Antrag im Zusammenhang mit einer Auswanderung stünde. Dabei würden die Ausländerpolizeibehörde, die örtliche NSDAP-Parteiorganisation, die Gestapo und die Ortspolizei befragt.

## Kennzeichnung der Reisepässe

Reisepass mit Zwangsnamen Israel und Judenstempel

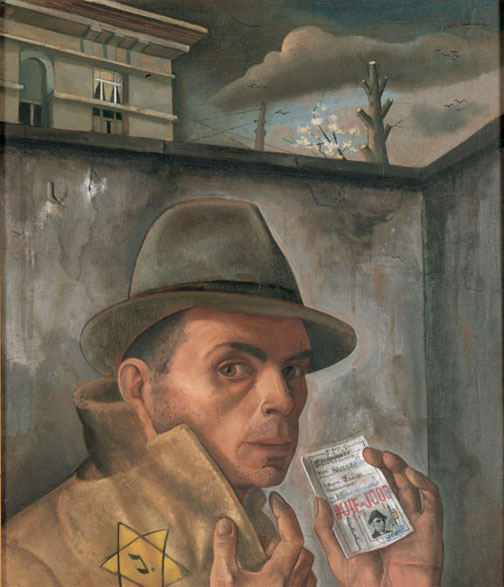
Felix Nussbaum: Selbstporträt mit dem jüdischen Reisepass, um 1940

Unter wachsendem Verfolgungsdruck vervielfachte sich 1938 die Zahl der jüdischen Flüchtlinge: Es emigrierten aus dem so genannten Altreich 40.000 und aus Österreich 60.000. Die Gestapo zwang vom Sommer 1938 an immer häufiger Juden zum illegalen Grenzübertritt und belastete dadurch die zwischenstaatlichen Beziehungen zu den Nachbarländern.
Zwei Wochen nach dem Anschluss Österreichs beschloss der Schweizer Bundesrat bereits, allen Inhabern österreichischer Pässe einen Grenzübertritt nur noch mit einem Visum zu gestatten. Diese Maßnahme griff jedoch nur kurzzeitig, da diese Pässe alsbald durch reichsdeutsche Reisedokumente ersetzt wurden. Am 31. August 1938 erklärte die Schweizerische Gesandtschaft die Absicht ihrer Regierung, das schweizerisch-deutsche Sichtvermerksabkommen aufzukündigen, mit dem 1926 ein visafreier Grenzübertritt vereinbart worden war. Um die Visafreiheit für „deutschblütige“ Staatsangehörige zu erhalten, erklärte sich die deutsche Seite nach mehrtägigen Verhandlungen am 29. September 1938 bereit, die Reisepässe von Juden besonders zu kennzeichnen. Juden sollte der Grenzübertritt nur noch gestattet sein, wenn die zuständige schweizerische Vertretung eine „Zusicherung der Bewilligung zum Aufenthalt in der Schweiz oder zur Durchreise durch die Schweiz“ im Pass vermerkt hatte.
Durch eine Verordnung über Reisepässe von Juden vom 5. Oktober 1938 (RGBl. 1, S. 1342) wurden alle deutschen Reisepässe von Juden für ungültig erklärt. Die Inhaber mussten ihre Pässe binnen zweier Wochen bei der Passbehörde einreichen. Zuwiderhandlung war mit Haft- und Geldstrafe bedroht. Diejenigen Pässe, deren Gültigkeit auf das Inland beschränkt war, wurden ersatzlos eingezogen; als Legitimationspapier waren sie von der Ende Juli 1938 für Juden verbindlich eingeführten Kennkarte abgelöst worden. Als erwünschte und „bewußt angestrebte“ Nebenwirkung war Juden damit auch Zahlungen ins Ausland versagt, die nur Passinhaber innerhalb bestimmter Freigrenzen leisten durften. Gültigkeit erlangten die Pässe für Auslandsreisen wieder, wenn sie mit einem 3 cm großen J in roter Farbe (Judenstempel) versehen waren.
Bereits am 17. August 1938 hatte eine Namensänderungsverordnung für Juden mit Wirkung zum 1. Januar 1939 einen zusätzlichen Zwangsvornamen vorgeschrieben, der auch in der Kennkarte bzw. im Pass einzutragen war. Gemäß VO vom 24. Januar 1939 fand die Namenänderungsverordnung auch für Österreich und die sudetendeutschen Gebiete Anwendung.
Gemäß einer späteren Polizeiverordnung vom 7. Juli 1941 sollte zusätzlich die erste Seite des Passumschlages entsprechend gestempelt werden. Der Vorschlag dazu ging auf die Anregung eines deutschen Konsuls zurück.

## Aufhebung
Die Verordnung über Reisepässe von Juden wurde durch das Kontrollratsgesetz Nr. 1 betreffend die Aufhebung von NS-Recht aufgehoben. Im NS-Unrechtsurteileaufhebungsgesetz wird die Verordnung über Reisepässe von Juden aufgeführt; damit gelten alle Verurteilungen pauschal als aufgehoben, die seinerzeit wegen Verstößen gegen die Verordnung ausgesprochen wurden.